# Saint-Martin-d'Arcé
Saint-Martin-d'Arce era una comuna francesa situada en el departamento de Maine y Loira, de la región de Países del Loira, que el 1 de enero de 2013 pasó a ser una comuna delegada de la comuna nueva de Baugé-en-Anjou al fusionarse con las comunas de Le Vieil-Baugé, Montpollin, Pontigné y Saint-Martin-d'Arce.

## Historia
El 1 de enero de 2016, pasó a ser una comuna delegada de la comuna nueva de Baugé-en-Anjou al fusionarse con las comunas de Baugé, Bocé, Chartrené, Cheviré-le-Rouge, Clefs, Cuon, Échemiré, Fougeré, Le Guédeniau, Le Vieil-Baugé, Montpollin, Pontigné, Saint-Quentin-lès-Beaurepaire y Vaulandry.

## Demografía
| Gráfica de evolución demográfica de Saint-Martin-d'Arcé entre 1800 y 2010 |
|                                                                           |

Los datos demográficos contemplados en este gráfico de la comuna de Saint-Martin-d'Arcé se han cogido de 1800 a 1999 de la página francesa EHESS/Cassini, y los demás datos de la página del INSEE.